# Suore di Nostra Signora dell'Immacolata Concezione
Le Suore di Nostra Signora dell'Immacolata Concezione, dette di Castres e note anche come suore azzurre (in francese Sœurs Notre-Dame de l'Immaculée Conception de Castres), sono un istituto religioso femminile di diritto pontificio.

## Storia

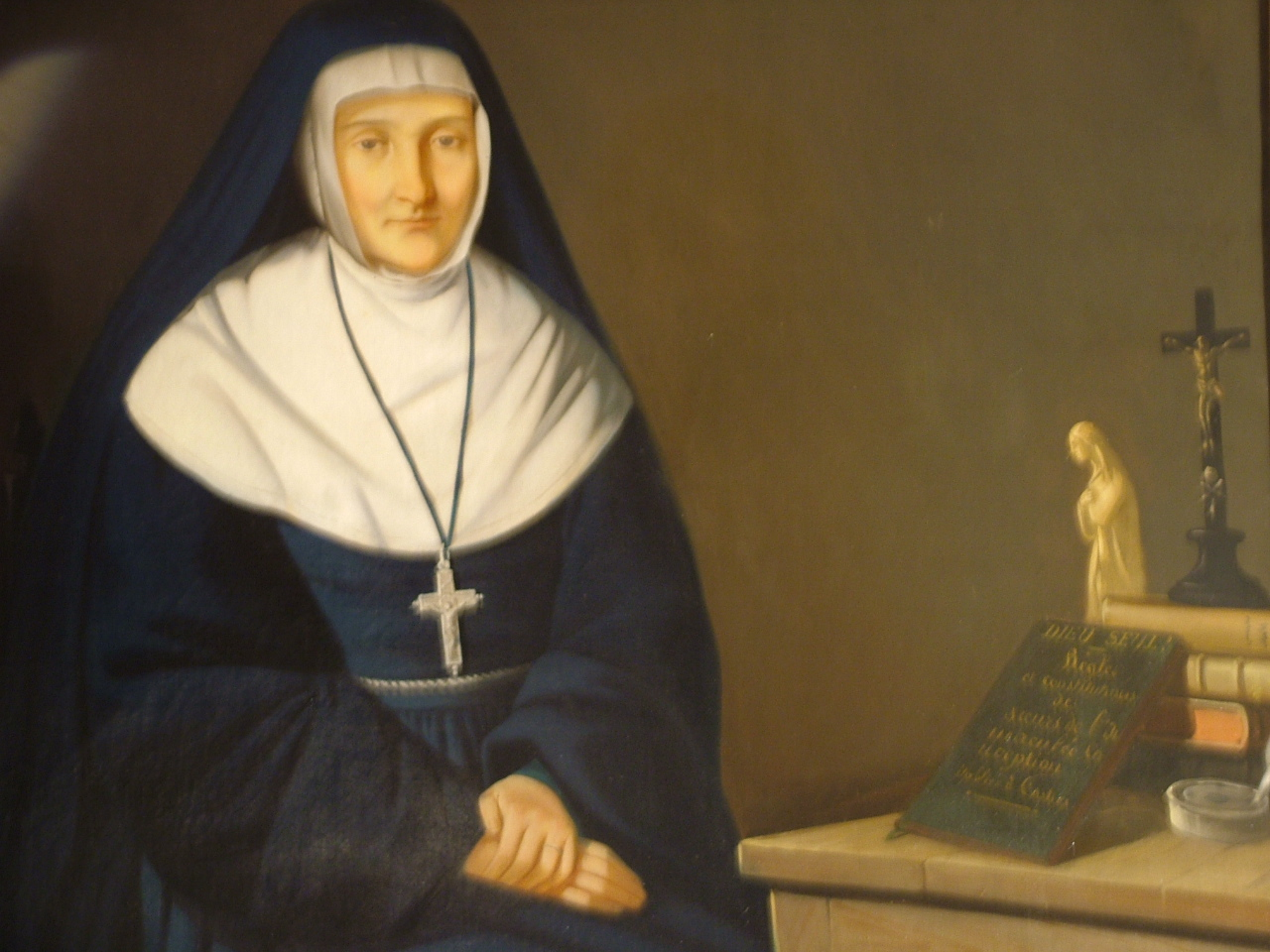
Jeanne Émilie de Villeneuve, fondatrice della congregazione

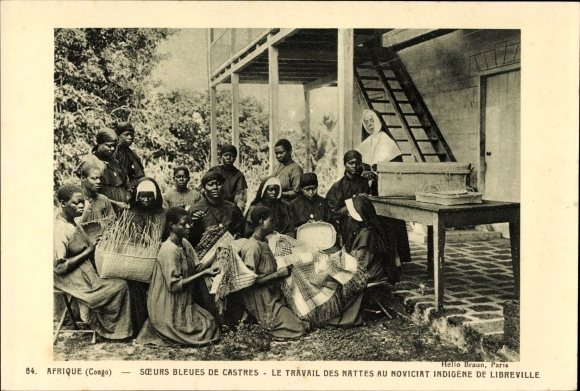
Missione di Libreville (c. 1930)

La congregazione venne fondata l'8 dicembre 1836 a Castres da Jeanne Émilie de Villeneuve (1811-1854), che aprì un laboratorio per accogliere e formare le ragazze povere e abbandonate; le religiose che gestivano l'opera si dedicavano anche alla visita degli ammalati a domicilio e dei carcerati. I regolamenti dell'istituto vennero approvati da François de Gualy, arcivescovo di Albi, il 16 dicembre 1836.
Nel 1840 venne aperta la prima filiale a Saïx, dove le suore assunsero la direzione della scuola parrocchiale e iniziarono a dedicarsi all'insegnamento del catechismo.
Successivamente la congregazione si aprì anche all'apostolato missionario e nel 1848, su invito di François Libermann e Jean-Rémi Bessieux, le suore iniziarono ad affiancare i missionari spiritani in Senegal e in Gabon.
Nei primi anni del XX secolo, a causa delle leggi anticongregazioniste, tutte le case dell'istituto presenti in  Francia (a eccezione di due) vennero soppresse e le religiose si trasferirono in Italia, in Spagna e nell'America meridionale.
La congregazione ricevette il pontificio decreto di lode il 30 dicembre 1852 e le sue costituzioni vennero approvate dalla Santa Sede il 21 gennaio 1978.
La beatificazione della fondatrice è stata approvata da papa Benedetto XVI ed è stata celebrata a Castres il 5 luglio 2009.

## Attività e diffusione
Le suore della congregazione si dedicano all'istruzione e all'educazione cristiana della gioventù, alla cura degli orfani e degli ammalati, alle opere parrocchiali e alle missioni.
Sono presenti in Europa (Francia, Italia, Spagna), in Africa (Benin, Repubblica Democratica del Congo, Gabon), nelle Americhe (Argentina, Bolivia, Brasile, Messico, Paraguay, Uruguay, Venezuela) e nelle Filippine; la sede generalizia è a Roma.
Alla fine del 2008 la congregazione contava 617 suore in 120 case.